# Hendrik Cogels
Henricus Franciscus Xaverius (Hendrik of Henri) Cogels (Antwerpen, 4 november 1774 - Deurne, 1 oktober 1846) was een Zuid-Nederlands handelaar, lid van de Nederlandse Tweede Kamer en lid van het Belgisch Nationaal Congres.

## Levensloop
Hendrik Cogels was een zoon van bankier Jan Baptist Cogels (1729-1799) en Isabella Stier (1738-1795). Albert Cogels was een jongere broer van hem. De familie was in de adelstand verheven in 1753 en beide broers kregen adelsbevestiging in 1822. Hij trouwde met Adelaïde van Havre en ze hadden drie kinderen.
Cogels werd onder het Verenigd Koninkrijk der Nederlanden, net als zijn broer Albert, lid van de Tweede Kamer.

## Nationaal Congres
In 1830 werd hij tot lid van het Nationaal Congres verkozen voor het arrondissement Antwerpen. Hij stond gecatalogeerd als orangist en gematigd katholiek. Cogels nam deel aan de werkzaamheden van het Congres, maar nam geen enkele keer het woord.
Hij stemde voor de onafhankelijkheidsverklaring maar tegen de eeuwigdurende uitsluiting van de Nassaus. Zoals zijn broer stemde hij voor Karel van Oostenrijk-Teschen als staatshoofd, maar als regent gaf hij de voorkeur aan Surlet de Chokier en niet aan Etienne de Gerlache zoals zijn broer. In juni stemde hij voor Leopold van Saksen-Coburg en enkele weken later stemde voor de aanvaarding van het Verdrag der XVIII artikelen.
Na het beëindigen van de werkzaamheden van het Congres, verliet hij de politiek.